# Helmhold I van Schwerin
Helmhold I van Schwerin (overleden tussen 1195 en 1206) was van 1185 tot 1194 graaf van Schwerin. 

## Levensloop
Helmhold was de oudste zoon van graaf Günzel I van Schwerin, die in 1160 de eerste graaf van Schwerin werd, en Oda van Lüchow. Na de dood van hun vader werd hij in 1185 graaf van Schwerin. Hij huwde met Adelheid van Woldenberg, maar hun huwelijk bleef kinderloos. 
Bij de strijd om het landheerschap van Holstein tussen Hendrik de Leeuw en graaf Adolf III van Holstein koos Helmhold I de zijde van Hendrik de Leeuw. In mei 1190 werd een leger aangevoerd door hem, graaf Bernhard II van Ratzeburg en ministeriaal Jordan van Blankenburg in Lübeck verslagen door graaf Adolf I van Dassel, een bondgenoot van Adolf III van Holstein. 
Een deel van zijn troepen verdronk in de rivier de Trave en Bernhard II van Ratzeburg kon vluchten, maar Helmhold en Jordan van Blankenburg werden gevangengenomen. Ze werden vrijgelaten nadat Helmhold 300 en Jordan 500 zilvermarken losgeld hadden betaald. De omstandigheden zouden er uiteindelijk mee voor zorgen dat Hendrik de Leeuw in juli 1190 vrede sloot met keizer Hendrik VI van het Heilige Roomse Rijk. 
In 1194 deed Helmhold I troonsafstand als graaf van Schwerin, waarna hij werd opgevolgd door zijn jongere broers Hendrik I en Günzel II. Hij overleed tussen 1195 en 1206. 